# Comunicació visual intencionada
En la comunicació visual intencionada hi ha la voluntat de transmetre un missatge. En qualsevol comunicació visual intencionada l'emissor és el creador del missatge i el receptor és qui el rep. El creador o emissor construeix el missatge a partir d'una voluntat comunicativa i el receptor interpreta el missatge a partir d'una sèrie de condicionants:
- Els condicionants formals (color, textura, composició, etc.) es refereixen a les sensacions que transmet el missatge en funció dels elements plàstics que hi intervenen.
- Els condicionants sensorials es refereixen a les dificultats visuals que poden interferir en la percepció correcta d'un missatge.
- Els condicionants culturals són molt diversos. El fet que un missatge pertanyi a un àmbit cultural diferent del que és propi del receptor en dificultarà la comprensió.